# 柴田崇徳
柴田 崇徳 （しばた たかのり、1967年 - ）は、日本のロボット工学研究者。アザラシ型ロボット「パロ」の開発者。

## 略歴
1967年富山県東礪波郡城端町（現・南砺市）生まれ。富山県立砺波高等学校を経て、1989年名古屋大学工学部電子機械工学科卒業。1992年同大学大学院博士課程電子機械工学専攻修了。博士（工学）。産業技術総合研究所知能システム研究部門主任研究員。
主な業績は、「人と共存し、相互作用により、楽しみや安らぎを提供することを目的にするメンタルコミットロボット」の開発。主著は、「柴田・福田、人工生命の近未来－新たな生をつくるテクノロジー、時事通信社、1994」、「柴田、福田、ファジィロボット－インテリジェントシステムのためのソフトコンピューティング、朝倉書店、1997」。
IEEE/IFSA ファジィロボット賞、Good Design賞・新領域部門、ギネス世界記録　Most therapeutic Robot、人間力大賞、内閣総理大臣奨励賞、Swedish Museum of Science and Technology　Robot Exhibition Award等多数受賞。